# Nellie Connally
Idanell Brill Connally, prva dama Teksasa, * 24. februar 1919, Austin, Texas, ZDA, † 1. september 2006, Austin, Texas, ZDA
Nellie je bila prva dama Teksasa med letoma 1963 in 1969. Bila je žena Johna Connallyja, ki je bil guverner Teksasa in kasneje minister za finance. Nellie in njen mož sta bila potnika v predsedniški limuzini s predsednikom ZDA Johnom F. Kennedyjem, ko je bil 22. novembra 1963 umorjen v Dallasu v Teksasu.